# Oto Skulme
Oto Skulme, né le 8 août 1889 à Jēkabpils dans le Gouvernement de Courlande et mort le 22 mars 1967 à Riga, est un peintre, graphiste et décorateur de théâtre letton, chevalier de l'Ordre des Trois Étoiles. 

## Biographie
En 1944-1961, il est recteur de l'Académie des beaux-arts de Lettonie. Il est le père de l'artiste Džemma Skulme et le frère du peintre et historien d'art Uga Skulme,.
L'artiste est inhumé au cimetière de la Forêt à Riga.